# Nobunaga no Shinobi
Nobunaga no Shinobi (信長の忍び) é um mangá yonkoma japonês de Naoki Shigeno, serializado na revista de mangá seinen Young Animal, da Hakusensha, desde 2008. A história segue uma garota shinobi chamada Chidori, que auxilia o general japonês Oda Nobunaga em sua jornada para a unificação do Japão, para que ele traga paz à terra. Foi compilado em nove volumes tankōbon. Um mangá spin-off intitulado Nobunaga no Shinobi: Owari Tōitsu-ki começou a serialização na revista de mangá seinen Young Animal Arashi, da Hakusensha, em 2012, e foi compilado em um volume tankōbon individual. Outros mangás spin-off incluem Gunshi Kuroda Kanbee Den, Masamune sama to Kagetsuna kun e Sanada Tamashii.
Uma adaptação para anime dirigida por Akitaro Daichi e animada na TMS Entertainment foi ao ar entre 4 de outubro de 2016 e 28 de março de 2017. Uma segunda temporada foi ao ar de 8 de abril a 29 de setembro de 2017. Foi transmitido na Crunchyroll com o título Ninja Girl & Samurai Master. Um "Episódio 0" foi exibido no evento AnimeJapan 2016 entre 25 e 27 de março. Uma terceira temporada foi ao ar entre 6 de abril e 28 de setembro de 2018.

## Personagens
Chidori (千鳥)
Voz de: Inori Minase (anime), Kana Hanazawa (Sengoku Taisen)
Uma shinobi extremamente habilidosa que também é muito desajeitada. Ela foi salva do afogamento por Nobunaga quando jovem e, portanto, quer servi-lo com toda sua força. Ela mostra ser tão habilidosa que é capaz de enfrentar facilmente um dos principais ninjas do sexo masculino de Koga que teve anos de treinamento (embora seja derrotado por sua própria idiotice). Ela também é capaz de convencer muitos líderes políticos ao lado de Nobunaga.
Oda Nobunaga (織田信長)
Voz de: Wataru Hatano (anime), Tsuguo Mogami (Sengoku Taisen)
O primeiro líder do Japão desde o colapso do velho xogunato, que ao longo da série trabalha para derrotar outros daimyos e trazer paz à terra. Ele salvou Chidori de se afogar quando ela era jovem, ganhando sua lealdade. Ele é um comandante muito habilidoso, derrotando muitos outros daimyos e ganhando o apoio do Shogun. Suas três fraquezas, listadas por Chidori, são Oichi (sua irmã mais nova), álcool e doces.
Sukezou (助蔵)
Voz de: Ayumu Murase (anime)
Amigo de Chidori. Ele parece ter uma queda por Chidori. Sua habilidade é desconhecida, mas ele é mostrado como um inventor; Chidori usa uma bomba de fumaça projetada por ele.
Kichou (帰蝶)
Voz de: Chiaki Takahashi (anime), Maaya Uchida (Sengoku Taisen)
A esposa de Nobunaga. Ela é muito cabeça-dura e, como tal, Nobunaga não confia nela para fazer nada. No entanto, ele ainda a ama.
Kinoshita Hideyoshi (木下秀吉)
Voz de: Kappei Yamaguchi (anime), Daisuke Ono (Sengoku Taisen)
Um dos generais mais confiáveis de Nobunaga, embora ele tenha começado como um garoto de recados. Ele parece incapaz de morrer (sendo acertado várias vezes com flechas, entre outras coisas) e é extremamente desajeitado e denso.
Nene (ねね)
Voz de: Rie Kugimiya (anime)
A esposa de Hideyoshi, que era amiga dele desde a infância. Ela é tsundere e é péssima em cozinhar, mas ama muito Hideyoshi.
Oichi no kata (お市の方)
Voz de: Suzuko Mimori (anime)
A irmã mais nova de Nobunaga. Ele a ama muito, listado por Chidori como uma de suas fraquezas. Ela é casada com Azai Nagamasa, que a acha extremamente fofa e bonita, essencialmente tendo amor à primeira vista.
Mori Yoshinari (森可成)
Voz de: Tomokazu Seki (anime)
Honganji Kennyo (本願寺顕如)
Voz de: Ryotaro Okiayu (anime), Hisayoshi Suganuma (Sengoku Taisen)
Nyoshunni (如春尼)
Voz de: Ayane Sakura (anime)
Esposa de Kennyo.
Mochizuki Chiyome (望月千代女)
Voz de: Atsumi Tanezaki (anime), Yukari Tamura (Sengoku Taisen)
Ashikaga Yoshiaki (足利義昭)
Voz de: Wataru Takagi (anime)
Hachisuka Koroku (蜂須賀小六)
Voz de: Nobuyuki Hiyama (anime)
Akechi Mitsuhide (明智光秀)
Voz de: Shinnosuke Tachibana (anime)
Matsudaira Motoyasu (松平元康)
Voz de: Ryōtarō Okiayu (anime)
Matsunaga Hisahide (松永久秀)
Voz de: Kazuhiko Inoue (anime)